# Attila Bartis
Dans le nom hongrois Bartis Attila, le nom de famille précède le prénom, mais cet article utilise l’ordre habituel en français Attila Bartis, où le prénom précède le nom.
Attila Bartis, né le 22 janvier 1968 à Târgu Mureș en Transylvanie (Roumanie), est un écrivain et photographe hongrois.

## Biographie
Son père, Ferenc Bartis, écrivain, journaliste a été dépossédé de la nationalité roumaine en 1984. La famille s'installe à Budapest. Le jeune Bartos étudie la photographie. À 27 ans il publie son premier roman A séta (« Promenade »). Le recueil de nouvelles Kék pára (« Le brouillard bleu ») paraît trois ans plus tard. A Nyugalom (« La Tranquillité ») connaît un grand succès ce qui encourage Bartis à l'adapter au théâtre sous le titre Anyám, Kléopátra (« Cléopâtre, ma mère »). 
Il a été essayiste de la revue Élet és Irodalom (« Vie et littérature ») pendant une année et a publié les feuilletons de cette période sous le titre Lázár apokrifek (« Les apocryphes de Lazare »).

## Prix et récompenses
- 1997 : Prix Tibor-Déry
- 2002 : Prix Sándor-Márai
- 2005 : Prix Attila-József

## Œuvres

### Romans
- A séta, Budapest, Balassi Kiadó/József Attila Kör, 1995

édition en français : Promenade (trad. Natalia Zaremba-Huzsvai et Charles Zaremba), Arles, éditions Actes Sud, 2009, coll. « Lettres hongroises », 141 p.  (ISBN 978-2-7427-8262-8).
- A Nyugalom, Budapest, Magvető Könyvkiadó, 2001

édition en français : La Tranquillité (trad. Natalia Zaremba-Huzsvai et Charles Zaremba), Arles, éditions Actes Sud, 2007, 318 p.  (ISBN 978-2-7427-6715-1).
- Tizenegy novella, 2010
- A vége, Budapest, Magvető Kiadó, 2015

édition en français : La fin (trad. Natalia Zaremba-Huzsvai et Charles Zaremba), Arles, éditions Actes Sud, 2022, 525 p.  (ISBN 978-2-330-16086-9).
- Az eltűnt idő nyoma. Száz fecni, 2019

### Nouvelles
- Kék pára [Le brouillard bleu], Budapest, Magvető Könyvkiadó, 1998.
- Lázár-apokrifek [Les apocryphes de Lazare], Budapest, Magvető Könyvkiadó, 2005.
- A kéklő pára, Budapest, Magvető Kiadó, 2006

### Théâtre
- Anyám, Kléopátra [Cléopâtre, ma mère], pièce dramatique, 2003.

### Essais
- avec István Kemény : Amiről lehet [Ce qui peut être], Budapest, Magvető Kiadó, 2010.

### Livres de photographies
- A csöndet úgy. Naplóképek 2005. január – 2008. december [Le silence. Carnet de bord janvier 2005-décembre 2008]. Budapest: Magvető Kiadó. 2010.
- avec István Kemény : A világ leírása, részlet [Description du monde, détail], Budapest, Galerie Deák Erika, 2016.

## Expositions de photos
- Collection l'Héritage d'Engelhard
  - Galerie Dorottya, Budapest, 1996
  - Francfort-sur-le-Main, 1996
  - Francfort-sur-le-Main, 1999
- Collection Photo Pygmalion
  - Galerie Vintage, Budapest, 1998
  - Mai Manó Ház, Exposition collective, Budapest, 2000
- A világ leírása, részlet, Galerie Deák Erika, Budapest, 2016